# Tomma (Vorname)
Tomma ist ein weiblicher Vorname.

## Herkunft und Bedeutung
Tomma ist eine eigenständige friesische Kurzform von Namen, die mit dem Anfangselement Dank- gebildet wurden. Wörtlich übersetzt bedeutet der Name so viel wie „die Dankende“ oder „die Denkende“. Sein Ursprung liegt im Althochdeutschen, hergeleitet von dem alten Element thank für „Denken“, „Gedanken“ oder „der Dank“.
Der Name kommt historisch häufig in Ostfriesland vor. Heute ist Tomma ein eher seltener Name, der überwiegend in Norddeutschland und in den Niederlanden verbreitet ist.

## Namensträgerinnen
- Tomma Abts (* 1967), deutsche Malerin
- Tomma Galonska (* 1960), deutsche Schauspielerin und Performancekünstlerin
- Tomma Schröder (* 1980), deutsche Journalistin
- Tomma Wember (1919–2008), deutsche Künstlerin